# Rotes Vorwerk (Grimma)

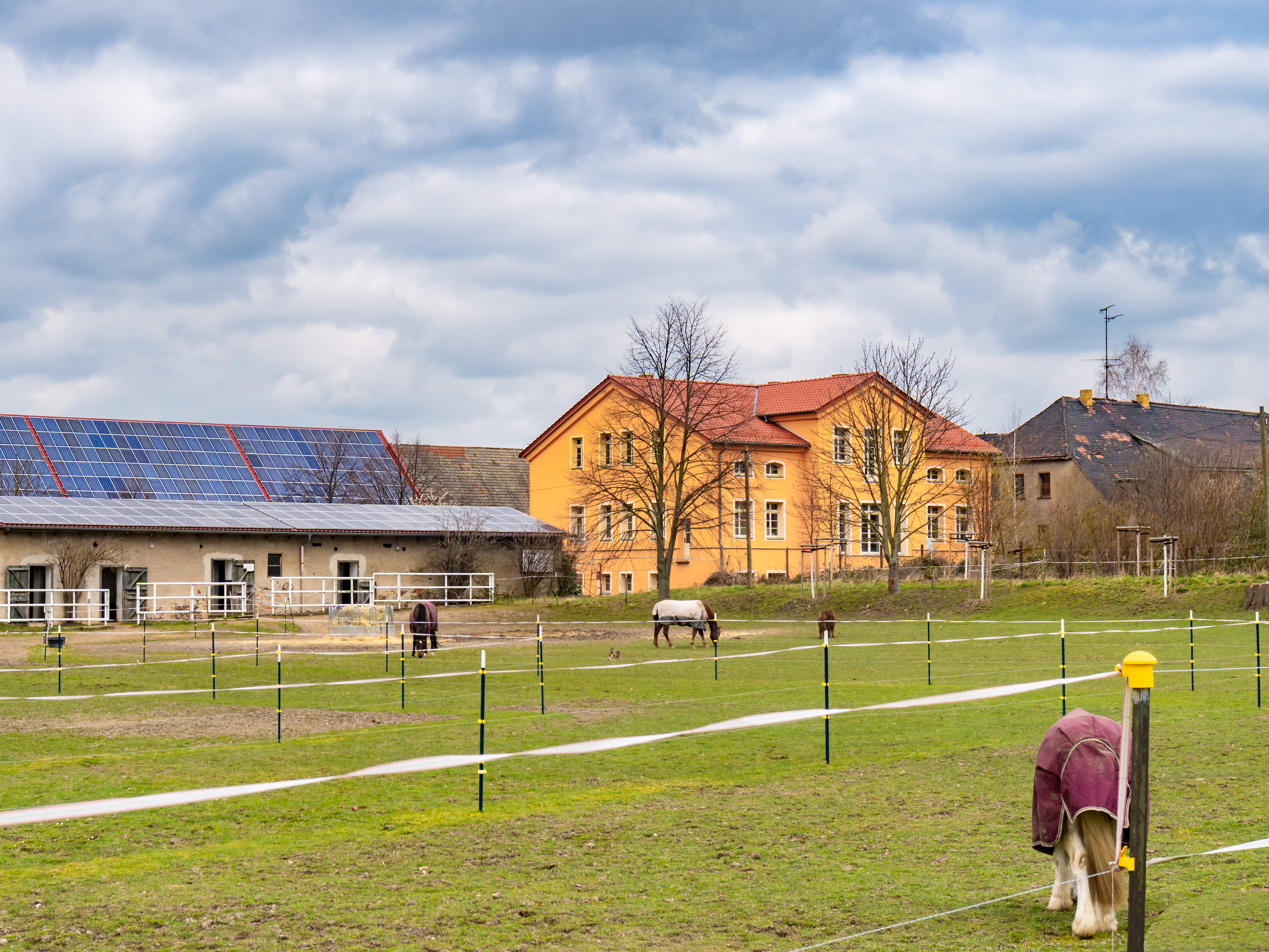
Wohnhaus Rotes Vorwerk (Vorwerk mit Wohngebäude und vier Wirtschaftsgebäuden), Vorwerkstraße 39a; 39b; 39c in Grimma

Der als Rotes Vorwerk in Grimma bezeichnete Gutshof ist heute ein Reiterhof.
Der Wohnbau aus dem 19. Jahrhundert ist dem Klassizismus bzw. Historismus zuzurechnen. Die große, offene, regelmäßige Rechteckanlage mit integriertem Wohnhaus, einem zweigeschossigen Baukörper, an dessen schlichter Putzfassage sich ein stark hervortretender Mittelrisalit befindet, wurde bei der Sanierung verändert. Die Wirtschaftsgebäude haben Bruchsteinmauerwerk mit Satteldach bzw. Krüppelwalmdach.
Ursprünglich wurde hier die Zucht des Merinoschafs betrieben. Im Jahre 1926 schrieb der Agrarwissenschaftler Walter Altenkirch darüber seine Dissertation an der Universität Leipzig.
1901 ereignete sich bei Arbeiten im Brunnenschacht ein Unglück. Der mühevoll geborgene Richard Thiele konnte lebend gerettet werden.
Nach dem Vorwerk ist auch die Vorwerkstraße in Grimma benannt. Die Reithalle „Rotes Vorwerk“ trägt die Anschrift Vorwerkstraße 39 in 04668 Grimma.
Das 1860–1864 entstandene Vorwerk steht auf der Liste der Kulturdenkmale in Grimma (Le–Z).